# Унгенфухт, Владимир Фёдорович
Владимир Фёдорович Унгенфухт (29 сентября 1935, Саратов — 8 апреля 1997) — доктор сельскохозяйственных наук (1965), член-корреспондент РАСХН (1993).

## Биография
В 1959 году окончил Оренбургский сельскохозяйственный институт. В 1959—1961 годах работал помощником заведующего, заведующим Соль-Илецким государственным сортоиспытательным участком (Оренбургская область). С 1961 года в НИИ сельского хозяйства Юго-Востока: аспирант (1961—1964), младший научный сотрудник, старший научный сотрудник, заведующий лабораторией, заведующий отделом (1964—1988).
С 1988 года до конца жизни работал в НПО «Элита Поволжья» — заведующим лабораторией, заместителем генерального директора, генеральным директором.

## Научная деятельность
Основные научные исследования — в области кормопроизводства: совершенствование структуры посевных площадей, технологии возделывания и селекции кормовых культур. Сформировал популяцию многолетней ржи, которая адаптирована ко многим агроэкологическим регионам. Руководил созданием 15 гибридов и сортов кормовых культур.
Автор более 70 научных трудов, в том числе 17 книг и брошюр.

### Избранные труды
- Технология возделывания люцерны на орошаемых землях Саратовской области: Пособие звеньевому / Соавт.: В. Т. Морковин, А. П. Образков; НИИ сел. хоз-ва Юго-Востока. — Саратов, 1979. — 10 с.
- Результаты селекции сорговых культур // Пути интенсификации использ. земель в Поволжье. — Саратов, 1980. — С. 59-64.
- Научно обоснованные системы кормопроизводства Саратовской области: Рекомендации / Соавт.: Н. Н. Алексеев и др. — Саратов, 1987. — 182 с.
- Выведение сортов проса с высоким качеством зерна // Селекция зерн. и крупяных культур. — Саратов, 1991. — С. 96-102.

## Награды
- орден «Знак Почёта» (1986)
- медаль «За освоение целинных земель» (1957)
- две медали ВДНХ
- Заслуженный работник сельского хозяйства Российской Федерации (1996)[1].

## Память
- Улица в Саратове[2].